# Eupelmus petiolaris
Eupelmus petiolaris är en stekelart som beskrevs av Cameron 1884. Eupelmus petiolaris ingår i släktet Eupelmus och familjen hoppglanssteklar.
Artens utbredningsområde är Guatemala. Inga underarter finns listade i Catalogue of Life.